# Stowarzyszenie KERAMOS
Stowarzyszenie Artystów Ceramików KERAMOS – zarejestrowane w Polsce stowarzyszenie zrzeszające artystów ceramików. Kontynuuje działalność utworzonej w 1974 Grupy Twórczej KERAMOS. Stowarzyszenie jest organizatorem Biennale Ceramiki, które ma charakter międzynarodowy.
Do stowarzyszenia należą np. Marek Moderau i Marek Kotarba. Jego członkami byli m.in. Jadwiga Adamczewska-Miklaszewska, Wanda Zawidzka-Manteuffel, Marta Podoska-Koch oraz Zofia i Wojciech Czerwoszowie.
W 2014 Stowarzyszenie KERAMOS zostało wyróżnione Nagrodą Miasta Stołecznego Warszawy.